# Buiankî, Ripkî
Buiankî (în ucraineană Буянки) este un sat în comuna Vîșneve din raionul Ripkî, regiunea Cernihiv, Ucraina.

## Demografie
Componența lingvistică a localității Buiankî
     Ucraineană (97,51%)
     Rusă (1,56%)
     Alte limbi (0,93%)
Conform recensământului din 2001, majoritatea populației localității Buiankî era vorbitoare de ucraineană (97,51%), existând în minoritate și vorbitori de rusă (1,56%).